# Вівтар Сонця
Вівтар або Храм Сонця (кит.: 日坛 Жи тань) — місце проведення церемонії жертвопринесення Сонцю з часів династії Мін. Сьогодні це міський парк Житань гун'юань (日坛 公园,) якому присвоєно категорію ААА серед туристичних принад. Зараз це тихе місце Пекіна, де розмістилися посольства багатьох країн.

## Історія
На початку правління династії Мін була заснована церемонія роздільного жертвопринесення Небу, Землі, Сонця і Місяця. У 1370 році імператор Чжу Юаньчжан побудував в східній частині Нанкіна Вівтар Сонця і в західній частині — Вівтар Місяця, щоб здійснювати церемонії роздільного жертвопринесення. Однак через кілька десятиліть ця традиція занепала.
При імператорі Чжу Хоуцуні обряди були переглянуті і знову відновилося роздільне шанування Сонця і Місяця. У 1530 році з пекінського Храму Неба і Землі (天地 坛 Тяньдітань) — нині Храм Неба (天坛 Тяньтань) Вівтар Сонця, що раніше знаходився там, було перенесено за ворота Чаоянмень. Він отримав назву Вівтар Ранкового Сонця (朝阳 坛 Чаоянтань). У 1626 році завершено внутрішнє облаштування Вівтаря. У 1742 за наказом цінського імператора Цянлуна відбулося перебудова північно-західної частини.
На захід від Забороненого міста в районі Фученмень, було влаштовано Вівтар Місяця (月坛 Юетань). На півночі — Вівтар Землі (地坛 Дітань), на півдні залишився Вівтар Неба (天坛 Тяньтань), а в центрі помістили Вівтар Землі і Злаків (社稷 坛 Шедітань). Вівтар Землі і Злаків знаходився всередині стін Внутрішнього міста, Храм Неба — у Зовнішньому місті, а три інші вівтаря — Сонця, Землі і Місяця — за межами кріпосних стін.
Щорічно в день весняного рівноденняу вівтарі Сонця проходила церемонія жертвопринесення Сонця. У непарні роки десятеричного циклу (1-й, 3-й, 5-й, 7-й і 9-й — сонячні цифри) церемонію здійснював особисто імператор. У парні роки — чиновники, які замінювали імператора. Останній раз імператор Сюаньцзун проводив церемонію у 1843.
Після Синьхайської революції (1911—1912) більшість будівель у Вівтарі Сонця були зруйновані. У 1951 Пекінський народний уряд ухвалив рішення облаштувати парк, який було відкрито у 1956 році.
У 1968 за наказом прем'єр-міністра Чжоу Еньлая почалося відродження парку Житань та Вівтаря Сонця.
У 1972 Японія подарувала КНР деревця дикої вишні та 800 горщиків хризантем.
У 1992 на території відбувся Срібний кубок з тенісу.
Після 2000 його територія була значно упорядкована.
Під час Олімпіади 2008 в Пекіні тут був один з трьох майданчиків протесту, оскільки поблизу знаходиться Посольство США.

## Опис

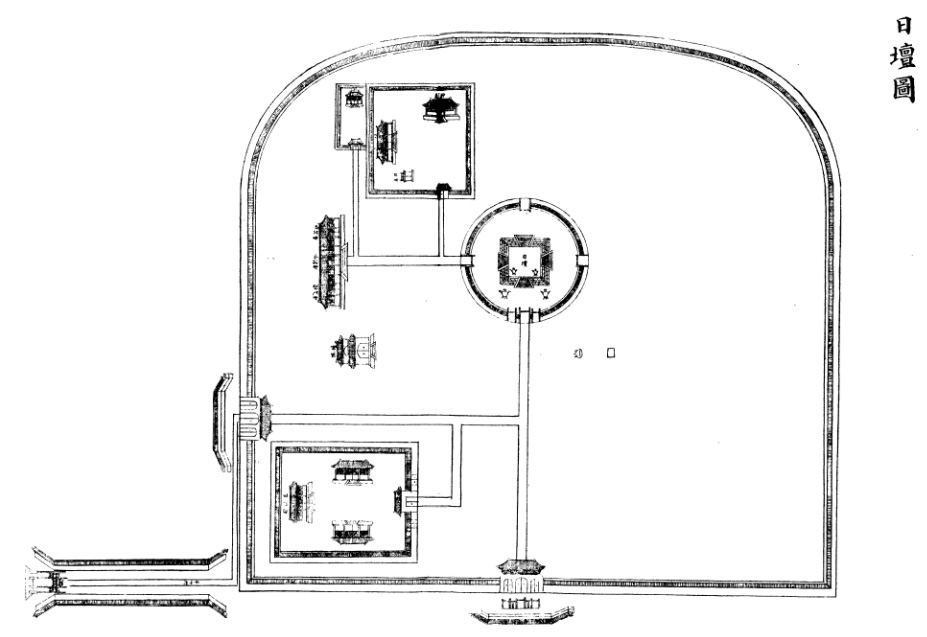
Мапа Вівтаря Сонця

Розташовано в східній частині Пекіна поруч з воротами Цзяньгомень (建国门) в районі Чаоян (朝阳). Навколо парк Житань. Його площа становить понад 20,5 га. Головне будова в парку — Вівтар Сонця. Жертовник в середині вівтаря має форму квадрату (символ Землі). Його ширина дорівнює 16,65 м, висота — 1,96 м. З кожного боку на нього ведуть білокам'яні сходи з дев'ятьма ступенями. Усі числа тут непарні, «сонячні». Під час проведення церемонії в східній частині жертовника ставився трон, орієнтований на захід.
Вівтар оточено низькою стінкою круглої форми (коло — символ Неба). З кожного боку світу всередину ведуть церемоніальні ворота. Західні брами — потрійні, з 6 стовпами-опорами. Решта брам — одинарні, з двома колонами. Стулки брам і стіни пофарбовані в червоний колір. Черепиця — зеленого забарвлення.
Крім Вівтаря Сонця в парку збереглися Північні та Західні Небесні брами, деякі церемоніальні об'єкти і павільйони. Натепер в день весняного рівнодення у Вівтарі Сонця влаштовують театралізовані церемонії жертвопринесення Сонця.
Інша частина парку упорядкована в дусі традиційних китайських парків: шьучні скелі, озера, альтанки, камені. Є тут і різні розваги для дітей і дорослих.